# فرنسيس مكدونالد
فرنسيس مكدونالد (بالإنجليزية: Francis McDonald)‏ هو ممثل أمريكي، ولد في 22 أغسطس 1891 في الولايات المتحدة، وتوفي في 18 سبتمبر 1968 بهوليوود في الولايات المتحدة.

## أعمال

### أفلام
- (1926) باتلينج باتلر
- (1934) يعيش فيلا
- (1937) علي بابا يذهب إلى البلدة
- (1938) لو كنت ملك
- (1941) دماء ورمال
- (1956) الوصايا العشر[4][5][6]
- (1965) السباق العظيم

## وصلات خارجية
- فرنسيس مكدونالد على موقع IMDb (الإنجليزية)
- فرنسيس مكدونالد على موقع ألو سيني (الفرنسية)
- فرنسيس مكدونالد على موقع أول موفي (الإنجليزية)
- فرنسيس مكدونالد على موقع قاعدة بيانات برودواي على الإنترنت (الإنجليزية)
- فرنسيس مكدونالد على موقع قاعدة بيانات الأفلام السويدية (السويدية)
- فرنسيس مكدونالد على موقع قاعدة بيانات الفيلم (الإنجليزية)
- فرنسيس مكدونالد على موقع كينوبويسك (الروسية)